# 費爾維尤鎮區 (堪薩斯州斯塔福德縣)
費爾維尤鎮區（英語：Fairview Township）為美國堪薩斯州斯塔福德縣轄下的鎮區。2010年美国人口普查中此鎮區人口有92人。

## 地理
費爾維尤鎮區涵蓋總面積為93.2平方（35.99平方英里），其中陸地面積為93.0平方（35.92平方英里），水域面積為0.18平方（0.07平方英里）或0.19%。

## 人口統計
根據2010年美國人口普查，費爾維尤鎮區人口有92人，其中男性有50人，女性有42人，人口密度為每平方公里0.99人，住房計41戶。鎮區內的白人有79人，非裔美國人有0人，美洲原住民有7人，亞裔美國人有0人，太平洋島裔美國人有0人，其他種族有5人，混血種族則有1人。此外鎮區內有28人為西班牙裔或拉丁裔美國人。此鎮區之年齡中位數為47.5歲，而男性年齡中位數為39.0歲，女性年齡中位數為51.0歲。

## 交通

### 主要公路
- 50號美國國道